# Il blu è un colore caldo
Il blu è un colore caldo (Le bleu est une couleur chaude) è un fumetto scritto da Jul Maroh nel marzo 2010 e ripreso dal regista Abdellatif Kechiche con il titolo La vita di Adele, film vincitore del festival di Cannes 2013. Il fumetto ha, inoltre, molto probabilmente ispirato l'aspetto e la relazione tra le protagoniste Max e Chloe del videogioco Life Is Strange, del 2015, edito dalla Dontnod, casa di produzione videoludica franco-canadese.

## Trama[1]
Il fumetto in realtà inizia dalla fine lasciando intravedere al lettore l'epilogo della narrazione, infatti l'autrice narra la storia impersonificando il personaggio di Emma che legge il diario segreto lasciatole da Clémentine, nel quale la ragazza riportava tutti i fatti importanti della sua vita.
L'autore racconta la storia d'amore tra la protagonista Clémentine, detta Clem, ed Emma. La prima è una studentessa che frequenta il quarto anno di superiori, mentre la seconda è una ragazza più grande e molto particolare, studia le Belle Arti, è omosessuale e ha i capelli tinti di blu (colore che ricorre spesso durante la narrazione).
Le due si incrociano per caso per strada e Clem rimane molto colpita da Emma, tanto da iniziare a sognarla di notte e a riflettere sui suoi veri desideri sessuali. Clem a seguito di tale incontro è molto confusa, tanto da decidere di lasciare il suo ragazzo per il quale non prova più alcuna attrazione sessuale. 
Clem dunque inizia a cercare Emma e finalmente la trova in un bar gay; dopo una breve chiacchierata, le due iniziano a frequentarsi. Entrambe si piacciono, ma Clem non vuole ammettere al mondo di essere omosessuale per paura della reazione delle sue amiche e della sua famiglia, ed Emma ha paura che quella di Clem sia solo una passione passeggera. Inoltre Emma è già fidanzata con Sabine, una ragazza molto gelosa e con la quale ha un rapporto parecchio burrascoso.
I timori di Clem trovano fondamento quando le sue cosiddette amiche le tolgono il saluto per aver scoperto che è lesbica. Da quel momento la ragazzina inizia a provare disprezzo verso sé stessa e se la prende con Emma, ritenendola colpevole dell'accaduto; la ragazza però le farà capire che essere omosessuali non è una colpa e che non c'è niente di male nell'amore, in qualunque forma esso sia.
Tuttavia, col tempo la consapevolezza di essere lesbica per Clem diventa sempre più pesante, portandola a disperarsi e piangere. Solo il suo migliore amico Valentin (anche lui gay) riesce a consolarla, e grazie al suo sostegno Clémentine riesce a concentrarsi sugli esami imminenti, riuscendo a superarli.
Un pomeriggio, dopo la maturità, Clem e Emma escono insieme, ma tra loro c'è una certa tensione, dovuta al fatto che entrambe sono consapevoli dei sentimenti reciproci, mai espressi. Infatti, una volta a casa di Emma, le due ragazze fanno l'amore per la prima volta; Clem sembra aver trovato finalmente la sua felicità, ma Emma non è sicura di voler troncare la relazione con Sabine e teme che l'amore tra lei e Clémentine non durerà. Tuttavia, le due continuano a vedersi e amarsi in segreto, anche se non è facile dal momento che Emma è ancora ufficialmente fidanzata con un'altra. Un giorno, però, le cose cambiano: Clem infatti, mentre sta andando da Emma, viene aggredita da Sabine che, furibonda, la accusa di aver causato la rottura tra lei e Emma.
Con la fine della precedente relazione, Clem e Emma possono vivere appieno la loro storia e una sera Clémentine invita la sua ragazza a cena dai suoi genitori, senza però presentargliela come sua fidanzata, in quanto sa che loro non approverebbero mai. E purtroppo quella stessa notte il segreto di Clem e Emma viene brutalmente scoperto e i genitori arrivano a cacciare di casa la propria figlia.
Così le ragazze vanno a vivere insieme; Emma diventa artista e Clem insegnante, ma complici il passare del tempo e i problemi di coppia, le cose tra loro si complicano: Clem infatti si sente trascurata da Emma a causa del suo lavoro e finisce per tradirla con un suo collega di scuola. Quando lo viene a sapere, Emma la manda via di casa. Clémentine inizia a sprofondare in un vortice di depressione e ad assumere una gran quantità di farmaci. Va a vivere dall'amico di sempre Valentin, ma le sue condizioni peggiorano sempre di più, al punto da spingere il ragazzo a chiamare Emma e convincerla a perdonare Clem. Grazie a lui, le due si incontrano al mare dopo molto tempo e lì riescono a condividere un po' di intimità prima che Clémentine abbia un attacco cardiaco dovuto sia alla dipendenza da farmaci che all'euforia del momento. Viene portata di corsa all'ospedale, ma il dottore annuncia che purtroppo non c'è più nulla da fare per salvarle la vita, gettando nella disperazione Emma e la madre di Clem. Prima di morire, Clémentine scrive le ultime righe sul suo diario dedicate alla sua amata, nelle quali le dice di non incolparsi per quanto accaduto, di vivere appieno il resto della vita e di aver finalmente capito il significato dell'amore.
Tornando al presente, Emma si reca nuovamente al mare dove ha trascorso gli ultimi istanti con Clem, ripensando mestamente al suo amore perduto.